# Adlerschanzen
Adlerschanzen – kompleks skoczni narciarskich znajdujący się w niemieckiej miejscowości Schönwald. Punkt konstrukcyjny skoczni normalnej, największej w kompleksie, umieszczony jest na 85 metrze.
Rekord obiektu ustanowił Czech Robert Křenek, który podczas zawodów Pucharu Kontynentalnego 7 marca 1998 skoczył 93,5 m. 9 lutego 2001 rekord ten wyrównał Fin Tami Kiuru.